# روما داوني
روما داوني (بالإنجليزية: Roma Downey)‏ وهي ممثلة ومنتجة أيرلندية شمالية ولدت في يوم 6 مايو 1960 في مدينة ديري في أيرلندا الشمالية في المملكة المتحدة، رشحت مرتين لنيل جائزة إيمي وجائزة غولدن غلوب، من أبرز الأفلام التي مثلتها هو فلم ابن الرب في سنة 2014 حيث قامت بدور مريم العذراء فيه وشاركت زوجها مارك بورنيت في إنتاجه.

## الأعمال
- 2013: ذا بايبل
- 2014: ابن الرب

## روابط خارجية
- روما داوني على موقع IMDb (الإنجليزية)
- روما داوني على موقع روتن توميتوز (الإنجليزية)
- روما داوني على موقع ألو سيني (الفرنسية)
- روما داوني على موقع ميوزك برينز (الإنجليزية)
- روما داوني على موقع أول موفي (الإنجليزية)
- روما داوني على موقع قاعدة بيانات برودواي على الإنترنت (الإنجليزية)
- روما داوني على موقع قاعدة بيانات برودواي على الإنترنت (الإنجليزية)
- روما داوني على موقع قاعدة بيانات الأفلام السويدية (السويدية)
- روما داوني على موقع إن إن دي بي (الإنجليزية)
- روما داوني على موقع ديسكوغز (الإنجليزية)